# Tirsa Postma
Tirsa Postma (9 februari 2000) is een Nederlands voormalig voetbalster die uitkwam voor PEC Zwolle.

## Carrière
In de zomer van 2016 maakte ze de overstap van asv Dronten naar PEC Zwolle. Op 23 februari 2018 maakte ze haar debuut in de Zwolse hoofdmacht, nadat eerste doelvrouw Stephanie Bukovec niet fit genoeg was om te spelen, in de wedstrijd tegen Achilles '29. Na zeven seizoen in de Eredivisie te hebben gevoetbald nam ze in 2023 afscheid van het professionele voetbal Postma speelt sinds 2024 voor voetbalclub VV Berkum.

### Carrièrestatistieken
| Seizoen         | Club            | Land            | Competitie      | Competitie | Competitie | Beker | Beker | Internationaal | Internationaal | Overig | Overig | Totaal | Totaal |
| Seizoen         | Club            | Land            | Competitie      | Wed.       | Dlp.       | Wed.  | Dlp.  | Wed.           | Dlp.           | Wed.   | Dlp.   | Wed.   | Dlp.   |
| --------------- | --------------- | --------------- | --------------- | ---------- | ---------- | ----- | ----- | -------------- | -------------- | ------ | ------ | ------ | ------ |
| 2016/17         | PEC Zwolle      | Nederland       | Eredivisie      | 0          | 0          | 0     | 0     | –              | –              | –      | –      | 0      | 0      |
| 2017/18         | PEC Zwolle      | Nederland       | Eredivisie      | 1          | 0          | 0     | 0     | –              | –              | –      | –      | 1      | 0      |
| 2018/19         | PEC Zwolle      | Nederland       | Eredivisie      | 0          | 0          | 0     | 0     | –              | –              | –      | –      | 0      | 0      |
| 2019/20         | PEC Zwolle      | Nederland       | Eredivisie      | 0          | 0          | 0     | 0     | –              | –              | 2      | 0      | 2      | 0      |
| 2020/21         | PEC Zwolle      | Nederland       | Eredivisie      | 2          | 0          | 0     | 0     | –              | –              | 1      | 0      | 3      | 0      |
| 2021/22         | PEC Zwolle      | Nederland       | Eredivisie      | 0          | 0          | 0     | 0     | –              | –              | –      | –      | 0      | 0      |
| 2022/23         | PEC Zwolle      | Nederland       | Eredivisie      | 4          | 0          | 0     | 0     | –              | –              | –      | –      | 4      | 0      |
| Carrière totaal | Carrière totaal | Carrière totaal | Carrière totaal | 7          | 0          | 0     | 0     | 0              | 0              | 3      | 0      | 10     | 0      |